# Клайн-Гладебрюгге
Клайн-Гладебрюгге (нем. Klein Gladebrügge) — община в Германии, в земле Шлезвиг-Гольштейн. 
Входит в состав района Зегеберг. Подчиняется управлению Трафе-Ланд.  Население составляет 574 человека (на 31 декабря 2010 года). Занимает площадь 4,67 км².